# Aeschynanthus tenericaulis
Aeschynanthus tenericaulis là một loài thực vật có hoa trong họ Tai voi. Loài này được Diels mô tả khoa học đầu tiên năm 1929.